# یواس‌اس لوئیس (دی‌ئی-۵۳۵)
یواس‌اس لوئیس (دی‌ئی-۵۳۵) (به انگلیسی: USS Lewis (DE-535)) یک کشتی بود که طول آن ۳۰۶ فوت (۹۳ متر) بود. این کشتی در سال ۱۹۴۳ ساخته شد.